# Francisco Eusebio Kino
Francisco Eusebio Kino (Eusebius Franz Kühn) (10. august 1645 i Segno – 15. marts 1711) var en italiensk forsker, kartograf og missionær i det sydvestlige Nordamerika. Uddannet i matematik og astronomi på jesuitskoler i Italien og Tyskland. Kino (udtales som Chini, Chino, eller Quino) blev medlem af jesuiterordenen i 1669. I 1681 ankom han til Ny Spanien (nu Mexico), og i 1682 udgav han et hæfte i Mexico City, som indeholdt hans observationer af kometen i Cadiz i Spanien i 1680.
Senere, som korttegner og jesuit, og for at undersøge mulighederne for byggeri af en mission i Baja California, begyndte Kino i 1682 arbejdet, som optog ham resten af hans liv i regionen kendt som Pimería Alta (nu den sydlige del af Arizona og det meste af den mexicanske stat Sonora). Kino tilbragte næsten 30 år med at tegne kort, grundlægge missioner, som senere blev til landsbyer og byer, og introducerede landbrug og kvægavl for de oprindelige amerikanere (indianerne).